# Gabriel González (labdarúgó-játékvezető)
Gabriel González (Puerto Casado, Chaco, 1942. március 18. –) paraguayi nemzetközi labdarúgó-játékvezető. A teljes neve: Efrain Gabriel González Roa. Egyéb foglalkozása egy privát kollégium igazgatója, a felsőfokú tudományok professzora.

## Pályafutása

### Nemzeti játékvezetés
A játékvezetői vizsgát 1971-ben tette le. A küldési gyakorlat szerint rendszeres partbírói tevékenységet is végzett. 1973-ban lett az I. Liga játékvezetője. A nemzeti játékvezetéstől 1989-ben vonult vissza.

### Nemzetközi játékvezetés
A Paraguayi labdarúgó-szövetség Játékvezető Bizottsága (JB) terjesztette fel nemzetközi játékvezetőnek, a Nemzetközi Labdarúgó-szövetség (FIFA) 1976-tól tartotta nyilván bírói keretében. A FIFA JB központi nyelvei közül a spanyolt és az angolt beszéli. Több nemzetek közötti válogatott és klubmérkőzést vezetett, vagy működő társának partbíróként segített. A paraguayi nemzetközi játékvezetők rangsorában, a világbajnokság sorrendjében többedmagával a 4. helyet foglalja el 1 találkozó szolgálatával. Az aktív nemzetközi játékvezetéstől 1989-ben  búcsúzott.

#### Labdarúgó-világbajnokság
A világbajnoki döntőhöz vezető úton Mexikóba a XIII., az 1986-os labdarúgó-világbajnokságra a FIFA JB bíróként alkalmazta. Selejtező mérkőzéseket a CONMEBOL zónákban vezetett. A FIFA JB elvárása szerint, ha nem vezetett, akkor partbíróként tevékenykedett. Két csoportmérkőzés közül az egyiken egyes számú besorolást kapott, játékvezetői sérülés esetén továbbvezethette volna a találkozót. Világbajnokságon vezetett mérkőzéseinek száma: 1 + 2 (partbíró).

##### 1986-os labdarúgó-világbajnokság

###### Selejtező mérkőzés
| Időpont          | Helyszín                         | Mérkőzés típusa           | Mérkőzés           | Eredmény | Nézők száma |
| ---------------- | -------------------------------- | ------------------------- | ------------------ | -------- | ----------- |
| 1985. június 16. | Monumental Stadion, Buenos Aires | előselejtező (1. csoport) | Argentína–Kolumbia | 1 : 0    | 40 000      |

###### Világbajnoki mérkőzés
| Időpont         | Helyszín                       | Mérkőzés típusa              | Mérkőzés       | Partbíró                           | Eredmény | Nézők száma |
| --------------- | ------------------------------ | ---------------------------- | -------------- | ---------------------------------- | -------- | ----------- |
| 1986. június 6. | Tecnológico Stadion, Monterrey | csoportmérkőzés (F. csoport) | Anglia–Marokkó | Carlos Espósito/Siegfried Kirschen | 0 : 0    | 20 200      |

#### Copa América
Paraguay rendezte az 1983-as Copa América labdarúgó tornát, ahol a  A tornát a CONMEBOL  JB bíróként foglalkoztatta.

##### 1983-as Copa América

###### Copa América mérkőzés
| Időpont             | Helyszín                       | Mérkőzés típusa              | Mérkőzés          | Eredmény | Nézők száma |
| ------------------- | ------------------------------ | ---------------------------- | ----------------- | -------- | ----------- |
| 1983. augusztus 14. | Hernando Siles Stadion, La Paz | csoportmérkőzés (C. csoport) | Bolívia–Kolumbia  | 0 : 1    | 40 000      |
| 1983. szeptember 4. | Centenario Stadion, Montevideo | csoportmérkőzés (A. csoport) | Uruguay–Venezuela | 3 : 0    | 60 000      |

## Külső hivatkozások
- Gabriel González. World Referee. [2012. szeptember 17-i dátummal az eredetiből archiválva]. (Hozzáférés: 2012. október 3.)
- Gabriel González. footballzz.com. (Hozzáférés: 2012. október 3.)
- Gabriel González. footballdatabase.eu. (Hozzáférés: 2012. október 3.)
- Gabriel González. weltfussball.de. (Hozzáférés: 2012. október 3.)
- Gabriel González. scoreshelf.com. [2015. április 2-i dátummal az eredetiből archiválva]. (Hozzáférés: 2015. április 1.)